# Zabolotiv
Zabolotiv (în ucraineană Заболотів) este o așezare de tip urban din raionul Sneatîn, regiunea Ivano-Frankivsk, Ucraina. În afara localității principale, nu cuprinde și alte sate.

## Demografie
Componența lingvistică a așezării de tip urban Zabolotiv
     Ucraineană (98,98%)
     Alte limbi (0,94%)
Conform recensământului din 2001, majoritatea populației așezării de tip urban Zabolotiv era vorbitoare de ucraineană (98,98%), existând în minoritate și vorbitori de alte limbi.

## Personalități născute aici
- Jerzy Tabeau (1918 - 2002), medic polonez, supraviețuitor al Lagărului de concentrare Auschwitz.